# Biranagodu, Belur
Biranagodu là một làng thuộc tehsil Belur, huyện Hassan, bang Karnataka, Ấn Độ.